# Daniel Verplancke
Daniël Verplancke (Zedelgem, 21 september 1948) is een voormalig Belgisch wielrenner. Hij was beroepsrenner van 1970 tot en met 1979. Verplancke reed zijn gehele carrière voor Flandria. 

## Overwinningen
1970
- 1e in Omloop Het Volk voor beloften en elite z/c

1972
- De Panne

1973
- Sint-Andries

1974
- Omloop van Oost-Vlaanderen
- Zwijnaarde
- Aartrijke

1976
- Gullegem

1979
- GP Pino Cerami

## Resultaten in voornaamste wedstrijden
| Jaar | Ronde van Italië | Ronde van Frankrijk | Ronde van Spanje |
| ---- | ---------------- | ------------------- | ---------------- |
| 1972 |                  |                     |                  |
| 1973 |                  |                     |                  |
| 1974 |                  | 100e                |                  |
| 1975 |                  | opgave              |                  |
| 1976 |                  |                     | 40e              |
| 1978 |                  |                     |                  |

| Jaar | Milaan-San Remo | Gent-Wevelgem | Ronde van Vlaanderen | Parijs-Roubaix | Kuurne-Brussel-Kuurne | E3 Harelbeke |
| ---- | --------------- | ------------- | -------------------- | -------------- | --------------------- | ------------ |
| 1972 |                 | 52e           | 33e                  | 26e            |                       |              |
| 1973 |                 | 45e           |                      |                |                       |              |
| 1974 | 26e             |               | 42e                  |                |                       |              |
| 1975 | 84e             |               |                      |                | 7e                    |              |
| 1976 |                 |               |                      |                | 10e                   | ↑            |
| 1978 |                 |               |                      |                | 5e                    |              |